# Sven Strandh
Sven Folke Strandh (eller Strand), född den 14 juli 1906 i Lunds stadsförsamling, Lund, död den 22 februari 1986 i Sofielunds församling, Malmö, var en svensk tulltjänsteman och friidrottare (mångkamp). 
Strandh vann SM-guld i femkamp och tiokamp år 1929. Han tävlade för Malmö AI och var med då klubbens veteranförening "Evergreen" bildades 1977. Som tullare var Strandh verksam i Malmö och han är gravsatt där i minneslunden på S:t Pauli mellersta kyrkogård.